# Cars 3 : Course vers la victoire
Pour les articles homonymes, voir Cars.
Cars 3 : Course vers la victoire (Cars 3: Driven to Win en version originale) est un jeu vidéo de course développé par Avalanche Software et édité par WB Games sorti en 2017 sur PlayStation 3, PlayStation 4, Xbox 360, Xbox One, Wii U et Nintendo Switch. Il est basé sur le film du studio Pixar Cars 3, réalisé par Brian Fee et sorti la même année.

## Synopsis
Dans ce jeu de course, on conduit les personnages du film dans différents circuits. On peut faire des courses, des courses combat (avec des objets), le défi top chrono (où il faut faire les meilleurs temps), les démonstrations de cascades, le défi stock-car et le terrain de jeu de Thomasville (un terrain où on peut jouer librement).

## Système de jeu
Il s'agit d'un jeu de course. En faisant des figures, des dérapages et en roulant sur des bidons bleus, on obtient de l'énergie que l'on peut utiliser pour une accélération, ou économiser 4 blocs pour passer en mode invincible. En mode invincible, on accélère longtemps et on bouscule tous les adversaires que l'on touche. Le jeu reprend la jouabilité de Cars 2, qui avait été aussi reprise dans Disney Infinity, les précédents jeux d'Avalanche Software. On peut sauter, cela peut être obligatoire lorsqu'il y a des obstacles ou ils permettent d'éviter certains objets en course combat.
Le jeu est doublé en français.

## Personnages
- Flash McQueen
- Cruz Ramirez
- Martin
- Sally
- Ramone
- Guido
- Martin le Grand
- Bobby Swift
- Brick Yardley
- Chick Hicks
- Natalie Certain
- le Fabuleux Flash McQueen
- Arvy
- Docteur Damage
- Miss Friter
- Cam Spinner
- Rich Mixon
- Jackson Storm
- Junior Moon
- Louise Nash
- River Scott
- Smokey
- Mack

## Circuits
- Sprint de Fireball Beach
- Rallye de Fireball Beach
- Prairies du Heartland
- Rives de Hearthland
- Canyon cuivré de l'Arizona
- Circuit de l'Arizona au crépuscule
- Course de minuit
- Course de minuit en plein jour
- Contrées sauvages de Thunder Hollow
- Derby de démolition de Thunder Hollow
- Chantier forestier de Thomasville
- Mines d'argent de Thomasville
- Boucle de Radiator Springs
- Autoroute de Radiator Springs
- Hall international de Floride
- Circuit international de Floride

Les circuits suivants sont repris de Cars 2 : le jeu vidéo et se débloquent en terminant des missions du Panthéon.
- Rallye Tarmac Aéroport
- Course royale de Londres
- Grand circuit d'Italie
- Konnichiwa Tokyo !
- Cross de Radiator Springs

## Accueil
- PlayStation Official Magazine - UK : 7/10[1]